# Epiplatys annulatus
El pez-almirante bandeado es la especie Epiplatys annulatus, un pez de agua dulce de la familia de los notobránquidos, distribuido por ríos de Liberia, Guinea y Sierra Leona.

## Acuariología
No tiene interés pesquero, pero es una especie usada en acuariología con importancia comercial, aunque es muy difícil de mantener en acuario.

## Morfología
De cuerpo alargado y color a bandas verticales blancas y negras y cola roja, de tamaño pequeño con una longitud máxima del macho de unos 4 cm.

## Hábitat y biología
Viven en aguas dulces, de conducta bentopelágica y no migrador, prefiriendo aguas de pH ligeramente ácido entre 6,5 a 7,0 y de entre 23 y 25 °C de temperatura.
Su hábtiat son los pantanos costeros y aguas poco profundas de las zonas costeras, tanto en sabana abierta como en la selva, por lo general se encuentra entre la frontera de vegetación o de nenúfar en el agua dulce, pero también puede ser encontrado en el agua ligeramente salobre. En su área es abundante, por lo que se considera que no está en peligro.